# Fussballclub Winterthur 2020-2021
Questa voce raccoglie le informazioni riguardanti il Fussballclub Winterthur nelle competizioni ufficiali della stagione 2020-2021.

## Stagione
Nella stagione 2020-2021 il Winterthur, allenato da Ralf Loose, concluse il campionato di Challenge League al 6º posto. In Coppa Svizzera il Winterthur fu eliminato ai quarti di finale dall'Aarau.

## Rosa
| N. |                     | Ruolo | Calciatore        |
| -- | ------------------- | ----- | ----------------- |
| 1  | Svizzera (bandiera) | P     | Raphael Spiegel   |
| 3  | Svizzera (bandiera) | D     | Pascal Schüpbach  |
| 4  | Germania (bandiera) | D     | Gabriel Isik      |
| 4  | Svizzera (bandiera) | D     | Granit Lekaj      |
| 5  | Svizzera (bandiera) | D     | Julian Roth       |
| 7  | Kosovo (bandiera)   | C     | Gëzim Pepsi       |
| 8  | Serbia (bandiera)   | C     | Samir Ramizi      |
| 9  | Svizzera (bandiera) | A     | Roman Buess       |
| 10 | Svizzera (bandiera) | C     | Roberto Alves     |
| 11 | Svizzera (bandiera) | A     | Innocent Emeghara |
| 14 | Israele (bandiera)  | A     | Anas Mahamid      |
| 15 | Svizzera (bandiera) | D     | Michael Gonçalves |
| 16 | Svizzera (bandiera) | C     | Remo Arnold       |
| 17 | Svizzera (bandiera) | A     | Samuel Ballet     |
| 18 | Svizzera (bandiera) | P     | Gianluca Tolino   |
| 19 | Svizzera (bandiera) | D     | Adrian Gantenbein |

| N. |                     | Ruolo | Calciatore             |
| -- | ------------------- | ----- | ---------------------- |
| 20 | Germania (bandiera) | D     | Florian Baak           |
| 21 | Svizzera (bandiera) | A     | Kevin Costinha         |
| 24 | Tunisia (bandiera)  | C     | Sayfallah Ltaief       |
| 25 | Germania (bandiera) | C     | Adrian Rama-Bitterfeld |
| 26 | Svizzera (bandiera) | D     | Silvan Kriz            |
| 27 | Svizzera (bandiera) | A     | Dimitri Volkart        |
| 28 | Svizzera (bandiera) | D     | Andreas Wittwer        |
| 29 | Austria (bandiera)  | C     | Anes Omerović          |
| 30 | Svizzera (bandiera) | D     | Etnik Nezaj            |
| 31 | Svizzera (bandiera) | D     | Yannick Pauli          |
| 32 | Svizzera (bandiera) | C     | Sandro di Nucci        |
| 33 | Svizzera (bandiera) | C     | Davide Callà           |
| 34 | Svizzera (bandiera) | D     | Pascal Hammer          |
| 35 | Svizzera (bandiera) | P     | Mike Bodenmann         |
| 36 | Italia (bandiera)   | P     | Alexander Muci         |
| 40 | Svizzera (bandiera) | P     | Dario Marzino          |

## Organigramma societario
Area tecnica
- Allenatore: Ralf Loose
- Allenatore in seconda: Dario Zuffi
- Preparatore dei portieri: Paolo Cesari
- Preparatori atletici:

## Calciomercato

### Sessione estiva
| Acquisti | Acquisti          | Acquisti         | Acquisti |
| R.       | Nome              | da               | Modalità |
| -------- | ----------------- | ---------------- | -------- |
| D        | Florian Baak      | Hertha Berlino   |          |
| A        | Innocent Emeghara | Fatih Karagümrük |          |
| C        | Anes Omerović     | Dornbirn         |          |
| P        | Dario Marzino     | Young Boys       |          |
| D        | Lindrit Kamberi   | Zurigo           |          |
| D        | Pascal Schüpbach  | Young Boys       |          |
| D        | Michael Gonçalves | Servette         |          |
| C        | Samir Ramizi      | Neuchâtel Xamax  |          |
| P        | Gianluca Tolino   | Wil              |          |
| P        | Alexander Muci    | Latina           |          |

| Cessioni | Cessioni            | Cessioni            | Cessioni |
| R.       | Nome                | a                   | Modalità |
| -------- | ------------------- | ------------------- | -------- |
| D        | Valon Hamdiu        | Sciaffusa           |          |
| C        | Ousmane Doumbia     | Zurigo              |          |
| A        | Mohamed Badarna     | Hapoel Ra'anana     |          |
| C        | Nuno Da Silva       | Thun                |          |
| D        | Tobias Schättin     | Zurigo              |          |
| P        | Alexis Rüegg        | Wettswil-Bonstetten |          |
| D        | Mario Bühler        | Cham                |          |
| D        | Marc Schmid         | SV Sciaffusa        |          |
| A        | Luka Sliskovic      | Magdeburgo          |          |
| P        | Bojan Milosavljević | Rapperswil-Jona     |          |
| C        | Luca Radice         | Rapperswil-Jona     |          |
| C        | Rijad Saliji        | Rapperswil-Jona     |          |

### Sessione invernale
| Acquisti | Acquisti      | Acquisti | Acquisti |
| R.       | Nome          | da       | Modalità |
| -------- | ------------- | -------- | -------- |
| A        | Samuel Ballet | Wil      |          |

| Cessioni | Cessioni        | Cessioni | Cessioni |
| R.       | Nome            | a        | Modalità |
| -------- | --------------- | -------- | -------- |
| D        | Lindrit Kamberi | Zurigo   |          |

## Risultati

### Challenge League

#### Prima fase, girone di andata
| Arbitro: | Piccolo |

|                                |           |                            |
| Pina 28’ Morandi 37’ Pusic 61’ | Marcatori | 26’ Callà 69’ (rig.) Buess |

| Arbitro: | Schärli |

|                                                      |           |                          |
| Callà 5’ Buess 29’ (rig.) Doumbia 36’, 89’ Alves 73’ | Marcatori | 35’ Spadanuda 60’ Jäckle |

| Arbitro: | Kanagasingam |

|  |           |                       |
|  | Marcatori | 15’ Callà 27’ Doumbia |

| Arbitro: | Turkeš |

|                      |           |                             |
| Pepsi 24’ Arnold 37’ | Marcatori | 9’ Prtajin 87’ (aut.) Pepsi |

| Arbitro: | Gianforte |

|  |           |           |
|  | Marcatori | 78’ Pepsi |

| Arbitro: | Horisberger |

|                            |           |  |
| Alves 40’ Buess 77’ (rig.) | Marcatori |  |

| Arbitro: | von Mandach |

|                         |           |  |
| Parapar 41’ Nuzzolo 78’ | Marcatori |  |

| Arbitro: | Turkeš |

|                           |           |              |
| Alves 9’ Buess 83’ (rig.) | Marcatori | 61’ Gazzetta |

| Arbitro: | Fähndrich |

|            |           |  |
| Kamber 51’ | Marcatori |  |

#### Prima fase, girone di ritorno
| Arbitro: | Huwiler |

|          |           |            |
| Baak 17’ | Marcatori | 30’ Ulrich |

| Arbitro: | Wolfensberger |

|                                        |           |           |
| Thiesson 16’ Stojilković 65’ Mišić 90’ | Marcatori | 30’ Callà |

| Thun 5 dicembre 2020, ore 18:15 CET 12ª giornata | Thun        | 0 – 0 referto | Winterthur | Stockhorn Arena (0 spett.)\| Arbitro: \| von Mandach \| |
| Arbitro:                                         | von Mandach |               |            |                                                         |

| Arbitro: | Gianforte |

|                                                 |           |  |
| Emeghara 50’ Wittwer 72’ Volkart 76’ Ramizi 87’ | Marcatori |  |

| Arbitro: | Kanagasingam |

|           |           |           |
| Bamba 53’ | Marcatori | 84’ Alves |

| Arbitro: | Schärli |

|                                |           |                          |
| Kamberi 3’ Callà 41’ Buess 65’ | Marcatori | 45’ Krasniqi 90’ Brahimi |

| Arbitro: | von Mandach |

|  |           |                          |
|  | Marcatori | 4’, 44’ Buess 84’ Ballet |

| Arbitro: | Cibelli |

|             |           |  |
| Pollero 54’ | Marcatori |  |

| Arbitro: | Fähndrich |

|                      |           |                                    |
| Pepsi 22’ Arnold 44’ | Marcatori | 37’ Toti 47’ Gjorgjev 84’ Demhasaj |

#### Seconda fase, girone di andata
| Arbitro: | Staubli |

|                                         |           |                  |
| Amdouni 59’, 85’ Tavares 69’ Ajdini 90’ | Marcatori | 72’ (rig.) Buess |

| Winterthur 23 febbraio 2021, ore 18:15 CET 20ª giornata | Winterthur | 0 – 0 referto | Kriens | Stadion Schützenwiese (0 spett.)\| Arbitro: \| Huwiler \| |
| Arbitro:                                                | Huwiler    |               |        |                                                           |

| Arbitro: | Turkeš |

|                              |           |             |
| Mafouta 60’, 68’ Nuzzolo 63’ | Marcatori | 49’ Wittwer |

| Aarau 26 febbraio 2021, ore 20:00 CET 22ª giornata | Aarau   | 0 – 0 referto | Winterthur | Stadion Brügglifeld (0 spett.)\| Arbitro: \| Staubli \| |
| Arbitro:                                           | Staubli |               |            |                                                         |

| Arbitro: | Kanagasingam |

|                    |           |            |
| Haile-Selassie 86’ | Marcatori | 80’ Ballet |

| Arbitro: | Gianforte |

|  |           |               |
|  | Marcatori | 89’ Schüpbach |

| Arbitro: | Turkeš |

|                      |           |                             |
| Alves 84’ Ltaief 90’ | Marcatori | 3’ Hasler 29’, 62’ Chihadeh |

| Arbitro: | Dudic |

|                             |           |                                |
| Pollero 10’, 13’ Mujčić 90’ | Marcatori | 27’ Buess 39’ Wittwer 58’ Isik |

| Arbitro: | Huwiler |

|  |           |             |
|  | Marcatori | 12’ Marzouk |

#### Seconda fase, girone di ritorno
| Arbitro: | Wolfensberger |

|            |           |  |
| Ballet 11’ | Marcatori |  |

| Arbitro: | Staubli |

|           |           |            |
| Buess 28’ | Marcatori | 8’ Amdouni |

| Arbitro: | Cibelli |

|           |           |                         |
| Pepsi 52’ | Marcatori | 18’ Santos 21’ Schwizer |

| Arbitro: | Schärli |

|                                          |           |                                |
| Mahamid 11’ (rig.) Arnold 30’ Ramizi 88’ | Marcatori | 17’ Spadanuda 52’, 86’ Almeida |

| Arbitro: | Huwiler |

|  |           |             |
|  | Marcatori | 51’ Mafouta |

| Arbitro: | Staubli |

|                        |           |           |
| Hadzi 49’ Manicone 53’ | Marcatori | 74’ Buess |

| Arbitro: | Jaccottet |

|                           |           |           |
| Ramizi 54’ Gantenbein 66’ | Marcatori | 83’ Pusic |

| Arbitro: | Tschudi |

|                                          |           |  |
| Urtic 65’ Mistrafović 69’ Yesilcayir 90’ | Marcatori |  |

| Arbitro: | Thies |

|                  |           |                  |
| Callà 71’ (rig.) | Marcatori | 19’, 48’ Prtajin |

### Coppa Svizzera
| Tuggen 12 settembre 2020, ore 16:00 CEST Secondo turno                   | Tuggen    | 1 – 2 referto              | Winterthur | Sportplatz Linthstrasse |
| \| \| \| \| \| Stadler 20’ \| Marcatori \| 16’ (rig.) Buess 41’ Lekaj \| |           |                            |            |                         |
|                                                                          |           |                            |            |                         |
| Stadler 20’                                                              | Marcatori | 16’ (rig.) Buess 41’ Lekaj |            |                         |

| Arbitro: | Tschudi |

|                                                                  |           |                        |
| Ramizi 18’, 60’ Buess 42’ (rig.) Alves 50’ Pepsi 58’ Mahamid 87’ | Marcatori | 79’ Kasami 83’ Cardoso |

| Arbitro: | Jaccottet |

|                                   |           |  |
| Almeida 12’ Bergsma 41’ Gashi 49’ | Marcatori |  |

## Statistiche

### Statistiche di squadra
| Competizione     | Punti | In casa | In casa | In casa | In casa | In casa | In casa | In trasferta | In trasferta | In trasferta | In trasferta | In trasferta | In trasferta | Totale | Totale | Totale | Totale | Totale | Totale | DR |
| Competizione     | Punti | G       | V       | N       | P       | Gf      | Gs      | G            | V            | N            | P            | Gf           | Gs           | G      | V      | N      | P      | Gf     | Gs     | DR |
| ---------------- | ----- | ------- | ------- | ------- | ------- | ------- | ------- | ------------ | ------------ | ------------ | ------------ | ------------ | ------------ | ------ | ------ | ------ | ------ | ------ | ------ | -- |
| Challenge League | 43    | 18      | 7       | 5       | 6       | 32      | 25      | 18           | 4            | 5            | 9            | 18           | 27           | 36     | 11     | 10     | 15     | 50     | 52     | -2 |
| Coppa Svizzera   | -     | 1       | 1       | 0       | 0       | 6       | 2       | 2            | 1            | 0            | 1            | 2            | 4            | 3      | 2      | 0      | 1      | 8      | 6      | +2 |
| Totale           | 43    | 19      | 8       | 5       | 6       | 38      | 27      | 20           | 5            | 5            | 10           | 20           | 31           | 39     | 13     | 10     | 16     | 58     | 58     | 0  |

### Andamento in campionato
| Giornata  | 1 | 2 | 3 | 4 | 5 | 6 | 7 | 8 | 9 | 10 | 11 | 12 | 13 | 14 | 15 | 16 | 17 | 18 | 19 | 20 | 21 | 22 | 23 | 24 | 25 | 26 | 27 | 28 | 29 | 30 | 31 | 32 | 33 | 34 | 35 | 36 |
| --------- | - | - | - | - | - | - | - | - | - | -- | -- | -- | -- | -- | -- | -- | -- | -- | -- | -- | -- | -- | -- | -- | -- | -- | -- | -- | -- | -- | -- | -- | -- | -- | -- | -- |
| Luogo     | T | C | T | C | T | C | T | C | T | C  | T  | T  | C  | T  | C  | T  | T  | C  | T  | C  | T  | T  | T  | T  | C  | T  | C  | C  | C  | C  | C  | C  | T  | C  | T  | C  |
| Risultato | P | V | V | N | V | V | P | V | P | N  | P  | N  | V  | N  | V  | V  | P  | P  | P  | N  | P  | N  | N  | V  | P  | N  | P  | V  | N  | P  | N  | P  | P  | V  | P  | P  |
| Posizione | 7 | 5 | 3 | 3 | 2 | 1 | 2 | 1 | 2 | 2  | 4  | 6  | 4  | 6  | 5  | 2  | 4  | 4  | 5  | 6  | 6  | 6  | 6  | 6  | 6  | 6  | 6  | 6  | 6  | 6  | 6  | 6  | 6  | 6  | 6  | 6  |

Legenda:

Luogo: C = Casa; T = Trasferta. Risultato: V = Vittoria; N = Pareggio; P = Sconfitta.

### Statistiche dei giocatori
| Giocatore          | Challenge League | Challenge League | Challenge League | Challenge League | Coppa Svizzera | Coppa Svizzera | Coppa Svizzera | Coppa Svizzera | Totale   | Totale | Totale      | Totale     |
| Giocatore          | Presenze         | Reti             | Ammonizioni      | Espulsioni       | Presenze       | Reti           | Ammonizioni    | Espulsioni     | Presenze | Reti   | Ammonizioni | Espulsioni |
| ------------------ | ---------------- | ---------------- | ---------------- | ---------------- | -------------- | -------------- | -------------- | -------------- | -------- | ------ | ----------- | ---------- |
| R. Alves           | 27               | 5                | 4                | 0                | 3              | 1              | 0              | 0              | 30       | 6      | 4           | 0          |
| R. Arnold          | 28               | 3                | 3                | 0                | 2              | 0              | 1              | 0              | 30       | 3      | 4           | 0          |
| F. Baak            | 26               | 1                | 4                | 1                | 1              | 0              | 0              | 0              | 27       | 1      | 4           | 1          |
| S. Ballet          | 13               | 3                | 0                | 0                | 2              | 0              | 0              | 0              | 15       | 3      | 0           | 0          |
| M. Bodenmann       | 0                | 0                | 0                | 0                | 0              | 0              | 0              | 0              | 0        | 0      | 0           | 0          |
| R. Buess           | 33               | 11               | 4                | 0                | 3              | 2              | 0              | 0              | 36       | 13     | 4           | 0          |
| D. Callà           | 21               | 6                | 1                | 0                | 2              | 0              | 0              | 0              | 23       | 6      | 1           | 0          |
| K. Costinha        | 0                | 0                | 0                | 0                | 0              | 0              | 0              | 0              | 0        | 0      | 0           | 0          |
| O. Doumbia         | 3                | 3                | 1                | 0                | 1              | 0              | 0              | 0              | 4        | 3      | 1           | 0          |
| I. Emeghara        | 15               | 1                | 1                | 0                | 0              | 0              | 0              | 0              | 15       | 1      | 1           | 0          |
| A. Gantenbein      | 31               | 1                | 2                | 1                | 3              | 0              | 1              | 0              | 34       | 1      | 3           | 1          |
| M. Gonçalves       | 5                | 0                | 1                | 0                | 0              | 0              | 0              | 0              | 5        | 0      | 1           | 0          |
| V. Hamdiu          | 3                | 0                | 0                | 0                | 1              | 0              | 0              | 0              | 4        | 0      | 0           | 0          |
| P. Hammer          | 2                | 0                | 0                | 0                | 0              | 0              | 0              | 0              | 2        | 0      | 0           | 0          |
| G. Isik            | 27               | 1                | 8                | 1                | 2              | 0              | 0              | 0              | 29       | 1      | 8           | 1          |
| L. Kamberi         | 26               | 1                | 2                | 0                | 2              | 0              | 0              | 0              | 28       | 1      | 2           | 0          |
| S. Kriz            | 18               | 0                | 1                | 0                | 2              | 0              | 0              | 0              | 20       | 0      | 1           | 0          |
| G. Lekaj           | 34               | 0                | 7                | 1                | 3              | 1              | 2              | 0              | 37       | 1      | 9           | 1          |
| S. Ltaief          | 20               | 1                | 2                | 0                | 2              | 0              | 0              | 0              | 22       | 1      | 2           | 0          |
| A. Mahamid         | 20               | 1                | 3                | 0                | 2              | 1              | 0              | 0              | 22       | 2      | 3           | 0          |
| D. Marzino         | 33               | 0                | 0                | 0                | 3              | 0              | 0              | 0              | 36       | 0      | 0           | 0          |
| A. Muci            | 0                | 0                | 0                | 0                | 0              | 0              | 0              | 0              | 0        | 0      | 0           | 0          |
| E. Nezaj           | 1                | 0                | 0                | 0                | 0              | 0              | 0              | 0              | 1        | 0      | 0           | 0          |
| S. Nucci           | 10               | 0                | 0                | 0                | 0              | 0              | 0              | 0              | 10       | 0      | 0           | 0          |
| A. Omerović        | 19               | 0                | 4                | 0                | 2              | 0              | 2              | 0              | 21       | 0      | 6           | 0          |
| Y. Pauli           | 0                | 0                | 0                | 0                | 1              | 0              | 0              | 0              | 1        | 0      | 0           | 0          |
| G. Pepsi           | 33               | 4                | 5                | 0                | 3              | 1              | 0              | 0              | 36       | 5      | 5           | 0          |
| A. Rama-Bitterfeld | 12               | 0                | 1                | 0                | 0              | 0              | 0              | 0              | 12       | 0      | 1           | 0          |
| S. Ramizi          | 34               | 3                | 5                | 0                | 3              | 2              | 0              | 0              | 37       | 5      | 5           | 0          |
| J. Roth            | 0                | 0                | 0                | 0                | 0              | 0              | 0              | 0              | 0        | 0      | 0           | 0          |
| P. Schüpbach       | 9                | 1                | 1                | 0                | 1              | 0              | 1              | 0              | 10       | 1      | 2           | 0          |
| R. Spiegel         | 2                | 0                | 0                | 0                | 0              | 0              | 0              | 0              | 2        | 0      | 0           | 0          |
| G. Tolino          | 1                | 0                | 0                | 0                | 0              | 0              | 0              | 0              | 1        | 0      | 0           | 0          |
| D. Volkart         | 6                | 1                | 0                | 0                | 1              | 0              | 0              | 0              | 7        | 1      | 0           | 0          |
| A. Wittwer         | 30               | 3                | 1                | 0                | 2              | 0              | 0              | 0              | 32       | 3      | 1           | 0          |